# Contea di Ben Hill
La contea di Ben Hill (in inglese Ben Hill County) è una contea dello Stato della Georgia, negli Stati Uniti. La popolazione al censimento del 2000 era di 17 484 abitanti. Il capoluogo di contea è Fitzgerald.